# 莱蒂诺
莱蒂诺（義大利語：Letino），是意大利卡塞塔省的一个市镇。总面积31平方公里，人口803人，人口密度25.9人/平方公里（2009年）。ISTAT代码为061044。